# Schnitzler József
Schnitzler József Károly (Szeged, 1913. január 25. – Szeged, 1990. október 12.) Kossuth-díjas (1951) tüdősebész, egyetemi tanár, az orvostudományok kandidátusa (1961), országgyűlési képviselő.

## Élete
Schnitzler Ágoston Sámuel (1878–1935) főhadbiztos és Klein Valéria (1885–1963) egyetlen gyermekeként született. Anyai nagyszülei dr. Klein József Lipót és Leovey Eugénia. A Tatai Kegyesrendi Reálgimnáziumban érettségizett (1930). 1930-ban beiratkozott a budapesti Pázmány Péter Tudományegyetem Orvostudományi Karára. A következő évtől tanulmányai finanszírozásához a budapesti mentőszolgálatnál vállalt munkát, ahol később bentlakó lett. 1933-ban a Szent Rókus Kórház I. sz. Sebészeti Osztályának gyakornokaként működött. 1937. december 4-én a budapesti Pázmány Péter Tudományegyetemen avatták orvosdoktorrá. Oklevelének megszerzése után orvosként dolgozott a mentősöknél, illetve a Szent Rókus Kórházban. 1939 novemberében a Budapesti Orvosi Kamarából átjegyezték Jászberénybe, ahol 1943-ig az Erzsébet közkórház sebészeként alkalmazták. 1943-tól 1945 júliusáig a beregszászi kórházban, majd belügyi munkaszolgálatosként az esztergomi Vaszary Kolos Kórházban működött. 1944 őszén belépett a Magyarországi Szociáldemokrata Pártba, 1947 júniusában a Magyar Kommunista Párt tagja lett. A felszabadulás után két évre, mint a Népjóléti Minisztérium ösztöndíjasát, a budapesti Szent János Kórház tüdősebészetére helyezték.
1948 áprilisától a Debreceni Állami Tüdőbeteggyógyintézet sebész-szakorvosa, 1949-től a Sebészeti Osztály főorvosa volt. 1955. január 1-jétől a Debreceni Orvostudományi Egyetem (DOTE) docenseként vezette a tbc klinika sebészeti osztályát. 1969-től a DOTE II. sz. Sebészeti Klinikájának igazgatója, tanszékvezető egyetemi tanára, 1963 és 1981 között országgyűlési képviselő volt. 
A debreceni köztemetőben helyezték nyugalomra.

### Családja
Felesége Pfeiffer Magdolna (1915–1999) volt, Pfeiffer Bertalan és Rádóczy Erzsébet lánya, akivel 1937. december 11-én Budapesten, a Józsefvárosban kötött házasságot.

## Főbb művei
- Hernia obturatoria incarcerata gyógyult esete. (Orvosok Lapja, 1948, 38.)
- A csontizületi gümőkór kezelése antituberculoticumokkal. (Orvosi Hetilap, 1953, 31.)
- Tüdődaganat és Koch-pozitivitás. Berencsi Györggyel. (Orvosi Hetilap, 1954, 15.)
- Tüdőrák és korai diagnózis. Berencsi Györggyel. (Orvosi Hetilap, 1954, 37.)
- A perifériás nyirokcsomógümőkor pathogenesise és gyógykezelése. Mándi Lászlóval. (Orvosi Hetilap, 1955, 3.)
- Tietze-féle tünetegyüttes és Friedrich betegség előfordulása gümőkóros betegekben. (Orvosi Hetilap, 1956, 6.)
- Gümős környezetben végzett csontbeültetés. Kandidátusi értekezés. (Budapest, 1961)
- A tracheotomia szerepe a korszerű orvostanban. Szentkereszty Bélával, Kónya Lászlóval, Bacsa Sándorral és Matus Lászlóval. (Orvosi Hetilap, 1962, 34.)
- A cavernostomia műtéti kérdései. Szentkereszty Bélával, Budapest, 1963
- A tüdőechinococcus műtéti kezelése. Szentkereszty Bélával, Matus Lászlóval, Czakó Zoltánnal, Juhász Istvánnal és Gönczi Lászlóval. (Orvosi Hetilap, 1963, 47.)
- Gondolatok április 4-én. (Orvosi Hetilap, 1964, 14.)
- Tapasztalataink mediastinoskopiával. Matus Lászlóval, Szentkereszty Bélával. (Orvosi Hetilap, 1964, 39.)
- Adatok a hörgőrák cytostaticus kezeléséhez. Bacsa Sándorral. – Hörgőrákos betegeink sorsa a klinikai stádiumbeosztás tükrében. Bacsa Sándorral. (Orvosi Hetilap, 1965, 6.)
- A mediastinoscopia alkalmazása a hörgőrák operálhatóságának megítélésében. Matus Lászlóval. (Orvosi Hetilap, 1967, 42.)
- Az elsődleges hörgőtágulat resectiójának korai gyógyeredménye. Czakó Zoltánnal, Nagy Máriával és Kónya Lászlóval. (Orvosi Hetilap, 1967, 50.)
- Mellkassebészeti betegekből izolált baktériumok antibiotikum rezisztenciájának változása az 1961–1967.években. Kiss Jánossal, Fábián Erzsébettel és Faragó Eszterrel. (Orvosi Hetilap, 1968, 28.)
- Jelentéktelen emlőelváltozásból kifejlődött tüdő- és mellhártyasarcoma. Matus Lászlóval, Kraszkó Pállal. (Orvosi Hetilap, 1969, 23.)
- A tüdőgangraena műtéti kezelése. Czakó Zoltánnal, Kiss Jánossal és Matus Lászlóval. (Orvosi Hetilap, 1970, 43.)
- A tüdőgümőkór sebészi kezelése klinikánkon (1947–1966). Többekkel. (Orvosi Hetilap, 1971, 24.)
- Ásványi eredetű olajok aspiratiója következtében létrejött tüdőelváltozások. Barzó Pállal, Gyulai Istvánnal, Szántó Endrével és Baán Barnával. (Orvosi Hetilap, 1972, 21.)
- Hörgőrákkal operált betegeinkről (1950–1968. években). Juhász Istvánnal, Szentkereszty Bélával és Molnár Évával. (Orvosi Hetilap, 1972, 43.)
- Baktérium-érzékenységi szérum- és tüdőszövet-szint vizsgálatok doxycyclin (Vibramycin)-nel. Többekkel. (Orvosi Hetilap, 1973, 31.)
- A doxycyclin (Vibramycin) alkalmazása mellkassebészeti és légzőszervi megbetegedésekben. Kiss Jánossal, Juhász Istvánnal. (Orvosi Hetilap, 1973, 32.)
- A mellkassebészet alakulása klinikánkon az utóbbi 25 év folyamán. (Orvosi Hetilap, 1973, 38.)

## Díjai, elismerései
- Kossuth-díj (1951)
- Balassa János-emlékérem (1975)
- Korányi Frigyes-emlékérem (1982)[8]
- Pro Universitate (DOTE, 1983)
- Szocialista Magyarországért Érdemrend (1983)[9]